# Xã Saratoga, Quận LaMoure, Bắc Dakota
Xã Saratoga (tiếng Anh: Saratoga Township) là một xã thuộc quận LaMoure, tiểu bang Bắc Dakota, Hoa Kỳ. Năm 2010, dân số của xã này là 52 người.